# Németország blokádja

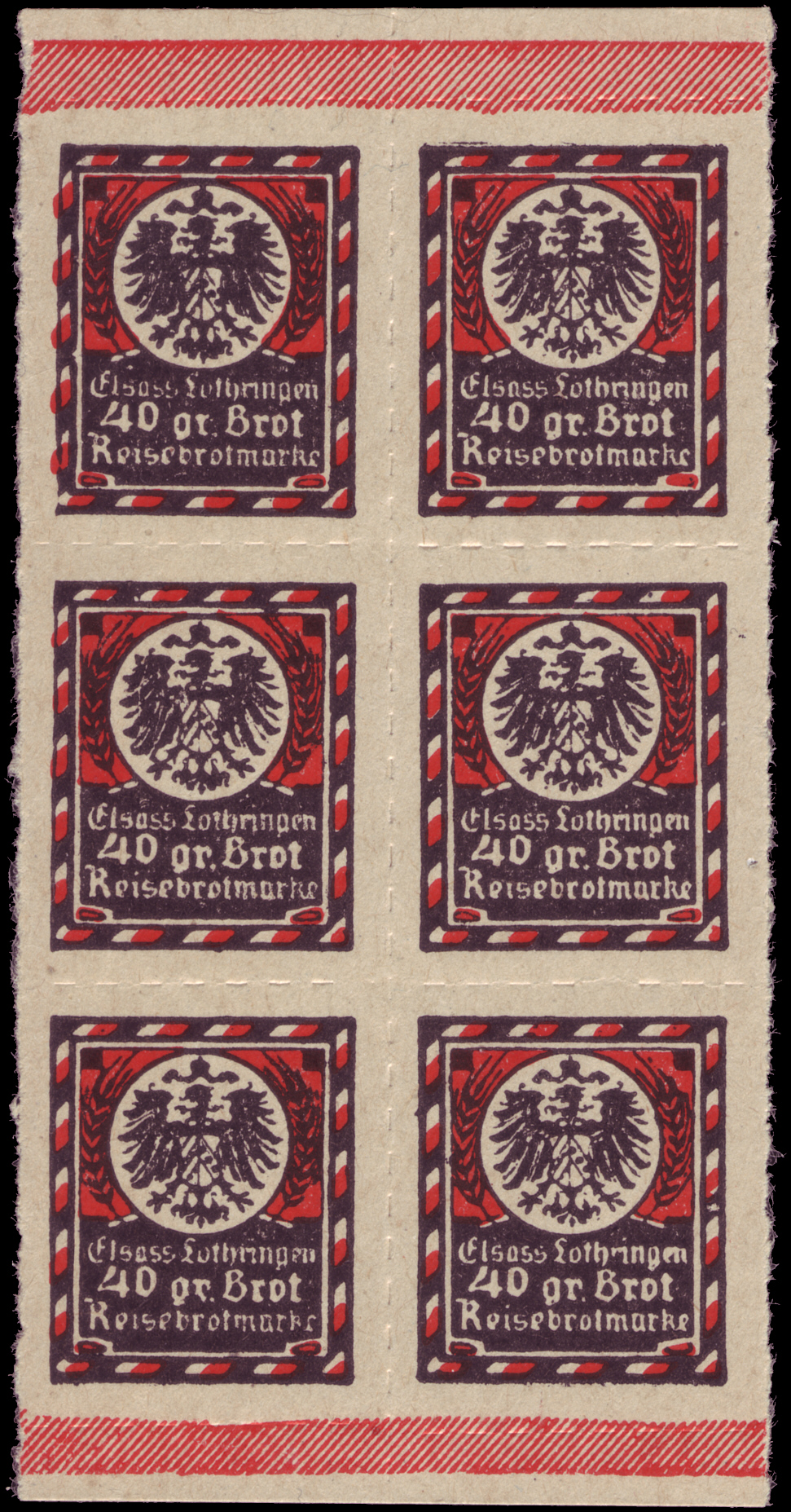
Elzász-Lotharingia területén kibocsátott, 40 gramm kenyérre szóló étkezési kuponok

Németország blokádja avagy Európa blokádja 1914 és 1919 között állt fenn. Ez egy meghosszabbított tengeri blokád volt az antanthatalmak részéről az első világháború alatt, amivel a központi hatalmak tengeri kereskedelmét akadályozták. A blokádot az antant-győzelem egyik kulcsfontosságú elemének tekintik. A német egészségügyminisztérium 1918 decemberi közlése szerint mintegy 763 000 német civil hunyt el a blokád okozta éhínség és megbetegedések következtében. Egy 1928-as akadémiai tanulmány a halottak számát 424 000 főre teszi. További 100 000 ember veszthette életét már a fegyverszünet beállta után is fenntartott blokád miatt az 1919-es évben.
Mind Németország, mind az Egyesült Királyság erősen függött az importtól, ezzel látta el ugyanis a polgári lakosságot és a hadiipart. Az európai hadviselő felek az élelmiszert főként Észak- és Dél-Amerikából szerezték be és az Atlanti-óceánon át szállították hajóval, ezért Nagy-Britannia és Németország is blokád alá kívánta vonni a másikat. Ehhez a britek rendelkezésére a Királyi Haditengerészet állt, melynek hajói szabadon közlekedhettek a Brit Birodalom támaszpontjai között, míg a német Császári Haditengerészet felszíni flottájának tevékenysége többnyire a Német-öböl vizeire korlátozódott, a távolabbi vizeken pedig segédcirkálókat és a korlátlan tengeralattjáró-háborút alkalmazta.

## Előzményei
Az első világháború előtt, 1905-1906-ban a Whitehallon (a brit kormányzat központjában) számos konferenciát tartottak a Franciaországgal való katonai együttműködés lehetőségeiről egy Németország elleni háború esetére. A brit haditengerészet hírszerzési osztályának vezetője, Charles Ottley azon a véleményen volt, hogy a brit haditengerészet két feladata egy ilyen háborúban a német kereskedelmi hajók elfogása és a német kikötők blokád alá vétele lesz. A blokádot két okból tartották hasznosnak. Egyrészt harcra kényszeríthette a német flottát, másrészt gazdasági fegyverként használhatták fel a német kereskedelem szétzúzására. A Németország elleni blokád ezzel együtt először csak 1908-ban tűnt fel a brit haditengerészet haditerveinek dokumentumai között és ekkor is több tisztviselő kétségét fejezte ki a megvalósíthatóságával kapcsolatban. A terveket ezt követően folyamatosan változtatták és felülvizsgálták egészen 1914-ig, mivel a haditengerészet nem tudta eldönteni, hogyan tudná a leghatékonyabban kivitelezni a blokádot.
Mindeközben Németország nem készített terveket az élelemellátásának háború esetén való kezelésére, mivel békeidőben a teljes fogyasztásának 80%-át elő tudta állítani. Ezen felül a Hollandiából, Skandináviából és Romániából való élelmiszerbehozatalt egy tengeri blokád nem érintette volna. Azonban a mezőgazdaságban tevékenykedő férfilakosság besorozása, a lovak rekvirálása, a kedvezőtlenül alakuló időjárás és a műtrágya alapanyagául szolgáló nitrogén hadi célokra való alkalmazása együttesen jelentős visszaesést eredményeztek a mezőgazdasági termelésben.

## A blokád megvalósítása
A britek a számbelileg túlerőben lévő flottájukkal rögtön a háború elején, 1914 augusztusában tengeri blokád alá vonták Németországot, megadva a kontrabandként (tiltott áruként) meghatározott cikkek listáját. Ezen árucikkekkel egyetlen semleges állam sem kereskedhetett a központi hatalmakkal, leszámítva az Egyesült Államokat. A britek 1914 novemberében az Északi-tengert háborús övezetté nyilvánították, ahova minden hajó a saját felelősségére hajózhatott csak be. A blokád szokatlanul erős korlátozásokat szabott, mivel még az élelmiszert is „háborús kontrabandnak” minősítette. Voltak panaszok a nemzetközi törvények megsértése miatt, azonban a legtöbb semleges  kereskedelmi hajó beleegyezett abba, hogy kikötésre kötelezzék egy brit kikötőben és átvizsgálják, majd kísérettel átvezessék a brit aknamezők között, hogy folytathassa útját – már amennyiben nem találnak rajta Németországnak szánt „illegális” rakományt.
A brit flotta a cél érdekében lezárta az Északi-tengert és a La Manche csatornát – előbbit az északi őrjáratnak (Northern Patrol), utóbbit a doveri őrjáratnak (Dover Patrol) nevezett blokádfenntartó erőkkel.
A német kormányzat a blokádot a polgári lakosságának kiéheztetésére tett törvénytelen próbálkozásként értékelte és evvel arányos megtorlással kívánt visszavágni.  A német Nyílttengeri Flotta (Hochseeflotte) több alkalommal kihajózott a bázisairól 1914 és 1916 között, hogy csökkentse a brit Grand Fleet számbeli fölényét és hozzáférhessen a létfontosságú importárukhoz. A tengeri hadműveletek csúcsa a skagerraki csata volt 1916-ban.
Az antant blokádja sértette az Egyesült Államok exportérdekeit is. A washingtoni kormányzat erős nyomás alatt volt, főként a mindkét hadviselő féllel való kereskedésből hasznot húzni kívánó gazdasági szereplők oldaláról és ezért hevesen tiltakozott. A britek nem kívánták ellenszegülni az Egyesült Államoknak, ezért programot indítottak az amerikai gyapot vásárlására, melyben garanciát adtak arra, hogy az árat a békeidőbeli felett tartják és ezzel megnyugtatják a gyapotkereskedőket. Mikor a megállított amerikai hajókon kontrabandot találtak, a britek megvásárolták az egész szállítmányt és a leürített hajót elengedték.
A brit háborús kabinet 1917. január 1-ei memoranduma szerint nagyon kevés áru érte el Németországot vagy a szövetségeseit az Északi-tengeren vagy más tengeri útvonalon, mint például a Monarchia kikötőit az Adriai-tengeren, melyet a háború kitörése óta a franciák tartottak blokád alatt.

## A háború hatásai
A blokád hatásáról angol nyelvterületeken elsőként humanitárius szervezetek, diplomaták és hivatásos orvosok számoltak be, akik együttérzést tanúsítottak a szenvedő német emberekkel. A hivatalos német beszámoló, mely a betegségek, a gyermekek növekedésének és a halálozási rátáknak az adatait tartalmazta, élesen elítélte a briteket és a blokádot az ártatlan emberek elleni bűntettnek nevezve azt. Az antant által kibocsátott első beszámolót A. C. Bell professzor és James E. Edmonds dandártábornok írta, és azt feltételezte, hogy a blokád vezetett a forradalmi mozgalmakhoz, de végül azt a következtetést vonta le, hogy „több mint kétséges, hogy ez a megfelelő magyarázat.” A németek véget akartak vetni a háborúnak az élelemhiány miatt, miközben a gyári munkások forradalmi szervezkedésbe kezdtek. A szocialisták a szlogenjeikben például olyan jelszavakat terjesztették, hogy őket a monarchia munkarabszolgaként (Arbeitssklaven) kezeli. A másik oldalról Edmonds, Irwin L. Hunt ezredes, a Rajna-vidék amerikaiak által megszállt részének polgári ügyekért felelős vezetője által támogatva azt állította, hogy az élelmiszerhiány a fegyverletételt követően jelentkezett és ennek egyedüli okai a németországi forradalmak által okozott fennakadások voltak.
Újabb tanulmányok szintén nem értenek egyet a blokád népességet érintő hatásának mértékében a forradalom és a fegyverszünet idején. Egyesek úgy tartják, hogy a blokád okozta éhínség vezetett Németország és a központi hatalmak vereségéhez 1918-ban. Mások szerint a november 11-ei fegyverszünetet főként a nyugati front eseményei váltották ki, mintsem a német polgári lakosság megmozdulásai. A hátország lázadásának eseményei által kiváltott fegyverletétel a „tőrdöfés legenda” részét is képezte. Ugyanakkor Németország legerősebb szövetségesének, az Osztrák-Magyar Monarchiának az 1918. november 3-ai kiválása a háborúból Németországot kitette egy dél felől érkező inváziónak. 1918. szeptember 29-én Erich Ludendorff tábornok Vilmos császárnak arról számolt be, hogy a front közvetlenül az összeomlás szélén áll.

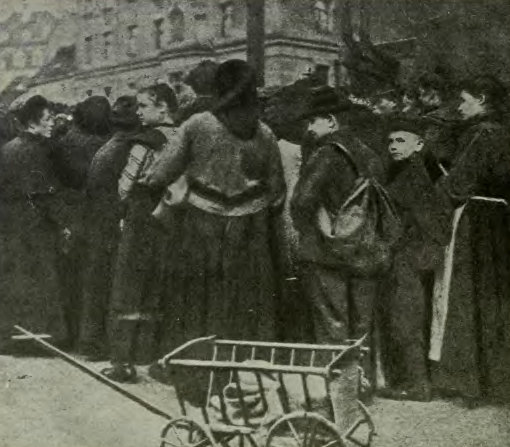
Sorbanállás kenyérért Berlinben, 1918-ban

Abban valamennyi történész egyetért, hogy a blokád nagy jelentőséggel bírt a háború kimenetelét illetően. 1915-re a német import az 55%-ára esett vissza a háború előtti szinthez képest és az export az 1914-es szintnek az 53%-a volt. Amellett, hogy az olyan létfontosságú nyersanyagok hiányához vezetett, mint a szén és a színesfémek, a blokád megfosztotta Németországot a mezőgazdaság számára létfontosságú műtrágyáktól is. Ennek következtében az alapélelmiszerekből (gabona, burgonya, hús, tejtermékek) olyannyira kevés állt rendelkezésre 1916 végén, hogy sok embernek helyettük póttermékeket (ún. ersatzokat) kellett fogyasztania, mint amilyen a Kriegsbrot (háborús kenyér) és a tejpor voltak. Az élelmiszerhiány fosztogatásokhoz és lázadásokhoz vezetett nemcsak Németországban, de Bécsben és Budapesten is. Az élelmiszerhiány olyan súlyos méreteket öltött, hogy 1918 őszén Ausztria-Magyarország a Dunán Romániából búzarakománnyal Németországba tartó bárkákat foglalt le. A németek emiatt katonai megtorlást helyeztek kilátásba. Az 1916-17-es télen gyenge volt a burgonyatermés, ami miatt a városi lakosság főként csak karórépával tudott táplálkozni. Ez a téli időszak a köznyelvben a karórépa után Steckrübenwinter néven vált ismertté.

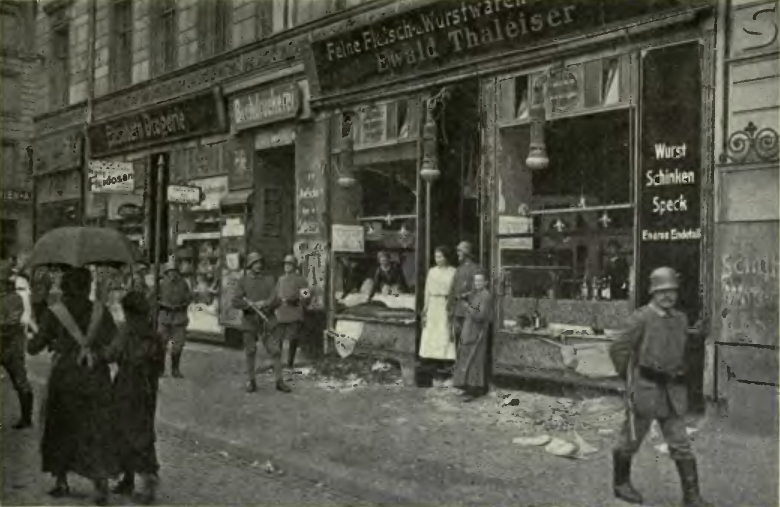
Élelemhiány miatt kitört lázadás 1918-ban Berlinben; az Invalidenstraße egy kifosztott boltja

A német kormányzat nagy erőfeszítéseket tett a blokád hatásainak enyhítésére. A német gazdaság mozgósítására 1916. augusztus 31-én beindították a Hindenburg-programot. Ennek keretében minden 17 és 60 év közötti férfit kötelező jelleggel munkára fogtak a termelés növelése érdekében. 1915 januárjában bonyolult fejadagrendszert vezettek be, hogy a lakosság minimális élelmiszerigényét fedezni tudják. A háborús konyhák olcsó tömegételekkel látták el a nagyvárosok elszegényedett lakosságát. Mindezek az intézkedések csak mérsékelt eredményekkel jártak. A napi átlag 1000 kalória nem volt elegendő a jó közegészség fenntartásához és ez 1917-re széles körben alultápláltság okozta egészségügyi rendellenességeket okozott a lakosság körében, mint a skorbut, a tuberkulózis és a vérhas.
A német hivatalos statisztikák becslése szerint 763 000 polgári személy halálát okozta a blokád miatti alultápláltság és betegségek. Ezt a számot kétségbe vonta egy később született akadémiai tanulmány, mely a halálos áldozatok számát 424 000 főben határozta meg. A német hivatalos statisztikákat egy a német kormányzat által közreadott jelentés közölte le 1918 decemberében. Ebben a blokádot 762 796 becsült halálesetért tették felelőssé. A jelentés állítása szerint ebbe a számba nem foglaltattak bele a spanyolnátha 1918-as áldozatai. Az 1918-as év utolsó hat hónapjának számai becsült értékek voltak. Maurice Parmelee véleménye szerint „nagyon messze áll a pontostól a blokádnak tulajdonítani minden a háború előtti halálozási adatot túllépő halálozást” és úgy hitte, a német adatok „valamennyire túlzóak”. A német állításokat akkor fogalmazták meg, mikor Németország propagandakampányt folytatott az antant tovább fenntartott (1919 júniusáig tartó) blokádjának megszüntetése érdekében a fegyverszünet után. A kifogásolt tengeralattjáró-háború alkalmazásával kapcsolatos viták során is Németország az antant blokádjának törvénytelenségével védekezett.
1928-ban egy német akadémiai tanulmány, melyet a Carnegie Nemzetközi Békéért Alapítvány (Carnegie Endowment for International Peace) szponzorált, a háború alatti német polgári elhalálozásokról készített átfogó elemzést. A tanulmány becslése szerint 424 000 elhalálozás következett be az egy évesnél idősebb lakosok körében. A tanulmány nem tartalmazta az Elzász-Lotaringia lakosságára vonatkozó adatokat és a szerzők a polgári elhalálozásokat az élelmiszerhiánynak és az 1917-1918-ban fellépő üzemanyaghiánynak tulajdonították. Az 1918-as évben ezen felül további 209 000 fő elhalálozásának okaként a spanyolnáthát nevezték meg.
A Carnegie-alapítvány által szponzorált tanulmány 1940-ben a polgári elhalálozások számát több mint 600 000 főben adta meg. A fent említett 1928-as német tanulmány állítása szerint „az átfogó vizsgálat arra az eredményre vezetett, hogy a háborúhoz köthető ’civil’ elhalálozások száma 424 000 volt, mely számhoz hozzá kell adni az influenzajárvány mintegy 200 000 halálesetét”. Jay Winter történész és demográfus becslése szerint Németországban nem számítva az influenzajárvány áldozatait 300 000 többlethalálozás történt a blokád következtében.

## A fegyverszünet után
1919. március 3-án Winston Churchill a képviselőházban a következő kijelentést tette:
„A kényszerítés minden rendelkezésünkre álló eszközét teljes mértékben alkalmazzuk vagy azonnali készenlétben tartjuk a használatbavételhez. Erélyesen érvényre juttatjuk a blokádot. Erős hadseregeink állnak készen a legrövidebb időn belüli előretöréshez. Németország nagyon közel van a kiéhezéshez. A hadügyminisztérium által Németország szerte szétküldött tisztek beszámolói mindenekelőtt azt mutatják, milyen nagy nélkülözéstől szenvednek a német emberek, és másodsorban a német szociális és nemzeti élet struktúrájának az éhezés és alultápláltság terhe alatti összeomlásának a nagy veszélyét. Most jött el a pillanat a megállapodásra.”
A blokádot a fegyverszünet 1918 novemberi megkötése után még nyolc hónapon át fenntartották, így áthúzódott az 1919-es évre. A New Cambridge Modern History szerint a Németországba irányuló élelmiszerszállítmányokat az antant a fegyverszünet megkötésétől egészen a versailles-i békeszerződés 1919 júniusi aláírásáig ellenőrizte. 1919 januárjától 1919 márciusáig Németország nem engedett azon követelésnek, hogy a kereskedelmi hajóit az antant kikötőiben átadja az élelmiszer szállításához. A németek ugyanis a fegyverszünetet a háború ideiglenes felfüggesztésének tekintették és attól tartottak, hogy ha a harcok ismét kiújulnak, a hajóikat azonnal elkobozzák. Időnyerés reményében a német kormányzat januárban egy berlini amerikai küldöttet úgy tájékoztatott, hogy az élelemhiány nem fog kritikussá válni egészen a tavasz végéig. Az éhséglázadásokkal szembesülve a német kormányzat végül 1919. március 14-én hozzájárult a kereskedelmi flottájának feladásához. Az antanthatalmak ezután engedélyezték Németországnak havi 300 000 t gabona és 70 000 t sózott sertéshús behozatalát 1919 augusztusáig a saját felügyeletük alatt. Ezek az élelmiszerszállítmányok áprilisban érkeztek meg Németországba Amerikából. Az élelmiszerbehozatal korlátozását végül 1919. július 12-én a versailles-i békeszerződés aláírása után oldották fel.
C. Paul Vincent azt állítja, hogy a német emberek számára ezek voltak a blokád legpusztítóbb hónapjai, mivel „a fegyverszünetet követő hetek és hónapok során Németország siralmas állapota még tovább romlott.” Sally Marks amellett érvelt, hogy az éhségblokádról szóló német beszámolók egyszerű „mítoszok”, mivel Németországot nem sújtotta olyan mértékű éhínség, mint Belgiumot, Lengyelországot és Franciaország szintén német megszállás alá került északi részét. A fegyverszünet alatti, 1919 januárjában folytatott tárgyalások során az antant felkínálta Németországnak, hogy engedélyezi számára az élelmiszerbehozatalt, amennyiben átadja a kereskedelmi flottáját. A németek ezt megtagadták egészen az utolsó fegyverszüneti tárgyalásokig, 1919 márciusáig. A német fegyverszüneti delegáció vezetője, Matthias Erzberger eleinte gátolta a kereskedelmi flotta feladását. Attól tartott, hogy ha Németország feladja azt, akkor az antant elkobozza jóvátételként. Mielőtt feladta a kereskedelmi flottát, garanciákat kért arra, hogy az élelmiszerimportot lehessen német érdekeltségeknek való külföldi hiteltörlesztésből finanszírozni. Az ipari és kormányzati vezetők attól tartottak, hogy a kereskedelmi flotta elvételével az antantnak az lesz a célja, hogy Németországot elvágja a világpiacoktól. Ezzel az antant tisztességtelen előnyre tenne szert a német acéliparral szemben, ami a vasérc behozatalától és a késztermékek exportjától függött, és ezt az óceánon túli szállítások esetén magas szállítási költségekkel sújtanák. A német köztársaság hivatalos szócsövében a Német Élelmezési Hivatal helyettes államtitikára (Herr Braun) tudatta azon félelmét, hogy amennyiben az antant elkobozza a hajókat, a dokkmunkások lázongani fognak a kikötőkben és újra egy a Spartakus-felkeléshez hasonló lázadás tör ki azzal a céllal, hogy megdöntse a köztársaságot. A köztársaság vezetőinek mérlegelniük kellett e lehetőségeket szemben azzal a ténnyel, hogy 1919 elején a német városokban egy átlagos fejadag 1500 kalória volt naponta.
A német kormányzat által közölt 1918 decemberi, 763 000 halálos áldozatot említő közleményében az 1919-es esztendő halottai nem foglaltattak benne. Egy újabb akadémiai tanulmány megállapítása szerint nincs statisztikai adat az elhalálozásokról az 1918 novemberi fegyverszünetet közvetlen követő periódusból. Dr. Max Rubner egy 1919 áprilisi cikkben azt írta, hogy 100 000 német hunyt el a fegyverszünet megkötése után amiatt, hogy a blokádot továbbra is fenntartották. Az Egyesült Királyság munkáspártjának háborúellenes aktivistája, Robert Smillie 1919 júniusában nyilatkozatot adott ki, melyben elítélte a blokád folytatását és 100 000 német polgári áldozatot tudott be ennek.

## Hatása a gyermekekre
A blokád hatásait a gyermekekre Mary E. Cox összegezte egy újabban felfedezett adatbázis segítségével, mely közel 600 000 német iskolás gyermek magasságának és testsúlyának adatait tartalmazta az 1914 és 1924 közötti években. Ezek az adatok arról tanúskodtak, hogy a gyerekek súlyos alultápláltságtól szenvedtek. A családok társadalmi helyzete (osztálya) fontos tényező volt, mivel a munkásosztály gyermekei szenvedtek leginkább, ugyanakkor ők is épültek fel a leggyorsabban a háború után. A normalitáshoz való visszatérést az Egyesült Államok és más korábbi ellenséges állam jelentős élelmiszeradománya tette lehetővé.

## Fordítás
- Ez a szócikk részben vagy egészben  a   Blockade of Germany című angol Wikipédia-szócikk ezen változatának fordításán alapul.  Az eredeti cikk szerkesztőit annak laptörténete sorolja fel. Ez a jelzés csupán a megfogalmazás eredetét és a szerzői jogokat jelzi, nem szolgál a cikkben szereplő információk forrásmegjelöléseként.

## Felhasznált irodalom
Az angol nyelvű Wikipédia vonatkozó szócikkének forrásai:
- United Kingdom National Archives, "Memorandum to the War Cabinet on Trade Blockade." Note 2. Online 21.) Ibid., Note 2. (fő forrás)
- The blockade of Germany

## További olvasmányok
- Bell, A.C. A history of the blockade of Germany and of the countries associated with her in the Great War, Austria-Hungary, Bulgaria, and Turkey, 1914-1918 (London:  HM Stationery Office, 1937). online
- Davis, Belinda. Food Politics, and Everyday Life in World War I Berlin: Home Fires Burning (U of North Carolina Press, 2000) online Archiválva 2020. november 11-i dátummal a Wayback Machine-ben
- Howard, N. P. "The social and political consequences of the allied food blockade of Germany, 1918-19." German History 11.2 (1993): 161-88. online
- Hull, Isabel V. A scrap of paper: breaking and making international law during the Great War (Cornell UP, 2014).
- Fischer, Conan. Europe between Democracy and Dictatorship: 1900 - 1945. Wiley-Blackwell (2010. március 15.). ISBN 978-0631215127
- Kennedy, Greg. "Intelligence and the Blockade, 1914–17: A Study in Administration, Friction and Command." Intelligence and National security 22.5 (2007): 699-721.
- Link, Arthur S. Wilson: the struggle for Neutrality 1914-1915 (1960), passim the legal and diplomatic aspects of blockade from American perspective
- McDermott, John. "Total War and the Merchant State: Aspects of British Economic Warfare against Germany, 1914-16." Canadian Journal of History 21.1 (1986): 61-76.
- McKercher, B. J. C., and Keith E. Neilson. "‘The triumph of unarmed forces’: Sweden and the allied blockade of Germany, 1914–1917." Journal of Strategic Studies 7.2 (1984): 178-199.
- Osborne, Eric W.. Britain's Economic Blockade of Germany, 1914–1919. Routledge (2004). ISBN 978-0-7146-5474-4
- Siney, Marion C. The allied blockade of Germany, 1914-1916 (U of Michigan Press, 1957).
- Vincent, C. Paul. The Politics of Hunger: The Allied Blockade of Germany, 1915-1919 (Ohio UP, 1985).
- Woodward, Llewellyn. Great Britain and the War of 1914-1918 (1967) pp 186–205;  legal and diplomatic aspects of blockade from British perspective
- Fuller, J.F.C.. The Second World War, 1939-45 A Strategical And Tactical History. Da Capo Press (1993. március 15.). ISBN 978-0306805066

## Lásd még
- Korlátlan tengeralattjáró-háború
- Totális háború